# سید محمدمهدی خرسان
سید محمدمهدی موسوی خرسان که با نام محمدمهدی بن حسن خرسان نیز شهره است، محقق و مؤلف شیعی است که آثار مهمی را تصحیح و تألیف نموده‌است. کتاب موسوعه عبدالله بن عباس وی در سی و چهارمین همایش کتاب سال جمهوری اسلامی ایران، برنده جایزه برگزیده در حوزه دین و سیره نویسی شد.

## سرگذشت
سید محمدمهدی به سال ۱۳۴۷ ه‍.ق در نجف به دنیا آمده و در خانه با همت پدر و مادرش، شروع به آموختن علوم قرآنی نموده‌است. سپس وارد مکتب خانه شده و در نهایت با ورود به حوزه علمیه نجف، دوره‌های سطح را نیز گذراند. پدرش سید حسن بن هادی خرسان، از علماء شهر نجف محسوب می‌شد که نزد فقهای بزرگ شیعه همچون سید ابوالحسن اصفهانی، محمدحسین نائینی، ضیاءالدین عراقی و ابوتراب خوانساری درس آموخت. محمدمهدی خرسان از دوران جوانی به تألیف علاقه نشان داد و کتابت را با موضوع عبدالله بن عباس شروع کرد. چیزی نگذشت که انتشارات اسلامیه تهران، از وی دعوت به عمل آورد که در تصحیح بحارالانوار مجلسی، آنان را یاری نماید؛ این دعوت سرانجام سبب شد تا سید محمدمهدی خرسان، هشت جلد از ۱۱۰ جلد کتاب‌های چاپی بحارالانوار را تصحیح و تحقیق نماید. با وجود آنکه وی در دوران سخت سیاسی زندگی می‌کرد، اما هرگز در سیاست وارد نشده‌است. او حتی در انتفاضه شعبان ۱۹۹۱ میلادی عراق نیز هیچگونه دخالتی نکرد و به درخواست استادش، سید ابوالقاسم خویی، مبنی بر دعوت از او برای حضور در این انتفاضه، پاسخی نداد.
از خدمات مهم سید محمدمهدی، خدمات مهم او در زمینه کتابخانه‌های شهر نجف بود؛ یکی از این اقدامات، انتقال کتاب‌های کتابخانه شیرمحمد همدانی به کتابخانه امیرالمؤمنین علیه السلام نجف بود. وی این اقدام را با همراهی محمود بن معراج همدانی صورت داد که سبب احیاء و حفظ آثار خطی بسیاری شد.
سیدمحمد مهدی خرسان، در تاریخ اول ربیع الاول ١۴۴۵ هجری قمری، در نجف فوت کرد.

## خاندان خرسان
خاندان خرسان که در عراق بسیار شهره بوده و به علم و دانش شناخته‌می‌شوند، اصالتاً حجازی بوده که در حدود قرن پنجم از حجاز به عراق هجرت کردند. نام این خاندان در قرن‌های ۵و ۶ آل معصوم بوده که در قرن هفتم به آل اخرس تغییر داده شده و اکنون به آل خرسان شناخته می‌شوند.

## اساتید
دانش‌های ابتدایی را از استادانی چون سید حسن خرسان (پدرش)، محمدرضا عامر و سید محمود حکیم آموخت. دروس سطوح عالی حوزه را نیز در کلاس درس بزرگانی چون سید ابوالقاسم خویی، سید عبدالهادی شیرازی و سید محسن حکیم گذراند.

## شاگردان
از جمله شاگردانش می‌توان به سید عبدالستار حسنی، کامل سلیمان، سید سلمان هادی آل طه، یوسف عمر قاضی وائلی، علی آل محسن، جودت قزوینی، محمدحسنین بن سابقی، حسین واثقی، علی‌اکبر مهدی‌پور و کاظم عبود فتاوی اشاره کرد.

## آثار
اولین اثری که از وی به چاپ رسیده‌است، تصحیح کتاب مفتاح الفلاح شیخ بهائی بود که توسط انتشارات مکتبه اعتماد در کاظمین و بدون ذکری از نام مصحح آن به چاپ رسید. اولین کتابی که با ذکر نامش به چاپ رسیده‌است، تصحیح و تحقیق کتاب البیان فی اخبار صاحب الزمان (عج)، نوشته حافظ ابی عبدالله محمد بن یوسف گنجی شافعی بود. از دیگر آثار وی که آنها را مورد تصحیح قرار داده‌است عبارتند از:
- موسوعه ابن ادریس حلی
- بحارالانوار؛ که تصحیح ۸ و به نقلی ۱۲ جلد از آن را عهده‌دار بود.
- طب النبی
- طب الائمه
- طب الرضا
- توحید شیخ صدوق
- اکمال الدین و تمام النعمة
- امالی صدوق
- عیون اخبارالرضا
- خصال شیخ صدوق
- معانی الاخبار شیخ صدوق
- الاختصاص شیخ مفید
- تذکرة الالباب فی الانساب
- متنقلة الطالبیه
- روضة الواعظین
- اعلام الوری باعلام الهدی
- مکارم الاخلاق طبرسی
- البیان فی الاخبار صاحب الزمان
- فلاح سائل
- الفین فی امامة امیرالمؤمنین علی بن ابی‌طالب
- جواهر الادب فی کلام العرب
- تاریخ ابن الوردی
- کشکول شیخ بهائی
- ینابیع المودة
- نزهة الجلیس و منیة الادیب الانیس
- صلاة الجماعه و یلیه صلاة المسافر
- ذیل کشف الظنون

و دیگر آثار وی که تألیف خود او بوده‌است عبارتند از:
- موسوعه عبدالله بن عباس حبر الأمّة و ترجمان القرآن، در ۲۱ جلد
- کشاف بلدان منتقلة الطالبیة؛ که استدراکی بر کتاب منتقلة الطالبیه است.
- السجود علی التربة الحسینیة
- علیّ امام البررة؛ شرح ارجوزه (قصیده) سید ابوالقاسم خویی، در ۳ جلد
- المحسن السبط مولود أم سقط؟
- حیّ علی خیر العمل
- مقدمات کتب تراثیه؛ در ۲ جلد به مقدمه‌های کتاب‌های مؤلف بر سایر کتب پرداخته‌است.
- غریب القرآن؛ در ۲ مجلد شامل مسائل نافع بن ازرق خارجی از ابن‌عباس
- نهایة التحقیق فیما جری فی أمر فدک للصدّیقة والصدّیق
- مزیل اللبس عن معجزتی شق القمر و رد الشمس
- نظرات فاحصة فی کتاب الطبقات الکبیر
- معجم شعراء الطالبیین
- نشوة الامان؛ منظومه‌ای در نسب آل خرسان
- شذا العرف فی ضحایا الطف
- الظاهرة القرآنیة فی نهج البلاغة
- المهدی الموعود مولود و موجود
- سلوة الأفاضل فی المسائل والرسائل
- قلائد العقیان فیما قیل فی آل الخرسان
- علی المحک، صحابة و صحاح؛ که به بررسی روایات صحابه دروغینی است که روایاتشان در کتب صحاح آمده، پرداخته‌است.
- الکشف الصریح فیمن رمی بالتجریح من رجال الصحیح
- ذکریاتی فی حیاتی؛ که به نوعی زندگی‌نامه و کشکول شخصی مؤلف است و وصیت شده تا در زمان حیاتش، هرگز منتشر نشود.
- المنخول والمخلخل من الشعر المهلهل؛ دیوان شعر شخصی
- بعیداً عن السیاسة؛ دیوان شعر شخصی
- جمع دیوان سید جعفر خرسان

## جوایز و افتخارات
کتاب موسوعه عبدالله بن عباس وی که در ۲۱ جلد منتشر شده‌است، در سی و چهارمین همایش کتاب سال جمهوری اسلامی ایران، برنده جایزه برگزیده در حوزه دین و سیره نویسی شد.